# Cybebus grandis
Cybebus grandis – gatunek roślin z monotypowego rodzaju Cybebus z rodziny storczykowatych (Orchidaceae). Rośliny występują w Ekwadorze i Peru w Ameryce Południowej
.

## Systematyka
Gatunek sklasyfikowany do podplemienia Spiranthinae w plemieniu Cranichideae, podrodzina storczykowe (Orchidoideae), rodzina storczykowate (Orchidaceae), rząd szparagowce (Asparagales) w obrębie roślin jednoliściennych.